# 音羽
音羽（おとわ）は、東京都文京区の町名。現行行政地名は音羽一丁目および音羽二丁目。住居表示実施済区域。

## 地理
東京都文京区の北部に位置し、南北に細長く、最南端で神田川に接する。閑静な住宅街、音羽通りを挟む音羽谷の崖下と崖上に跨る街を有する。大手総合出版社の講談社を中心とした音羽グループ各社（光文社、キングレコード、講談社ビーシー等）、鳩山会館などが存在する。東で小日向・大塚、西で関口・目白台、南で関口・水道、北で大塚と接する。

## 歴史
音羽町、桜木町、東青柳町、西青柳町などを合併して誕生。

### 地名の由来
1697年（元禄10年）に護国寺領となり町屋にしたが人が入らず、桂昌院の信任が厚かった奥女中の音羽という人物にこの門前町が与えられたため「音羽町」と名付けられた。

## 世帯数と人口
2025年（令和7年）3月1日現在（文京区発表）の世帯数と人口は以下の通りである。
| 丁目       | 世帯数    | 人口    |
| ---------- | --------- | ------- |
| 音羽一丁目 | 2,613世帯 | 4,286人 |
| 音羽二丁目 | 1,030世帯 | 1,779人 |
| 計         | 3,643世帯 | 6,065人 |

### 人口の変遷
国勢調査による人口の推移。
| 年                 | 人口  |
| ------------------ | ----- |
| 1995年（平成7年）  | 3,645 |
| 2000年（平成12年） | 4,069 |
| 2005年（平成17年） | 5,091 |
| 2010年（平成22年） | 5,563 |
| 2015年（平成27年） | 6,038 |
| 2020年（令和2年）  | 6,592 |

### 世帯数の変遷
国勢調査による世帯数の推移。
| 年                 | 世帯数 |
| ------------------ | ------ |
| 1995年（平成7年）  | 1,790  |
| 2000年（平成12年） | 2,238  |
| 2005年（平成17年） | 2,912  |
| 2010年（平成22年） | 3,281  |
| 2015年（平成27年） | 3,596  |
| 2020年（令和2年）  | 3,941  |

## 学区
区立小・中学校に通う場合、学区は以下の通りとなる（2020年9月現在）。
| 丁目       | 番地             | 小学校                   | 中学校             |
| ---------- | ---------------- | ------------------------ | ------------------ |
| 音羽一丁目 | 13番 15～27番    | 文京区立関口台町小学校   | 文京区立音羽中学校 |
| 音羽一丁目 | 1〜12番 14・28番 | 文京区立小日向台町小学校 | 文京区立音羽中学校 |
| 音羽二丁目 | 全域             | 文京区立青柳小学校       | 文京区立音羽中学校 |

## 交通

### 鉄道
東京メトロ有楽町線の護国寺駅は隣接する大塚五丁目に所在するが、駅施設の大部分は音羽二丁目に位置している。

### 路線バス
- 都営バス

### 道路
- 東京都道435号音羽池袋線（音羽通り）
- 東京都道437号秋葉原雑司ヶ谷線（不忍通り）
- 首都高速5号池袋線（護国寺出入口）- 入口は音羽二丁目、出口は目白台三丁目

## 事業所
2021年（令和3年）現在の経済センサス調査による事業所数と従業員数は以下の通りである。
| 丁目       | 事業所数  | 従業員数 |
| ---------- | --------- | -------- |
| 音羽一丁目 | 208事業所 | 2,263人  |
| 音羽二丁目 | 121事業所 | 2,477人  |
| 計         | 329事業所 | 4,740人  |

### 事業者数の変遷
経済センサスによる事業所数の推移。
| 年                 | 事業者数 |
| ------------------ | -------- |
| 2016年（平成28年） | 321      |
| 2021年（令和3年）  | 329      |

### 従業員数の変遷
経済センサスによる従業員数の推移。
| 年                 | 従業員数 |
| ------------------ | -------- |
| 2016年（平成28年） | 4,447    |
| 2021年（令和3年）  | 4,740    |

## 施設
行政
- 大塚警察署
- 文京福祉センター

郵便局
- 文京音羽郵便局

企業
- 音羽グループ各社
  - 講談社
  - 光文社
  - キングレコード
  - 講談社ビーシー
- 大和出版
- フジッコ東京FFセンター

公園
- 音羽児童遊園

神社
- 今宮神社

観光
- 鳩山会館
- 石川啄木の下宿跡

## その他

### 日本郵便
- 郵便番号 : 112-0013[3]（集配局 : 小石川郵便局[17]）。